# American Music Award
Gli American Music Awards (AMAs) sono uno dei quattro principali eventi statunitensi dedicati ai premi musicali, insieme ai Billboard Music Awards, Grammy Awards e i Video Music Awards (VMAs).

## Storia
Gli American Music Awards sono stati creati da Dick Clark nel 1973 per l'ABC per competere con i Grammy Awards, dopo che lo spostamento dello spettacolo di quell'anno a Nashville, nel Tennessee, ha portato la CBS a riprendere le cerimonie dei Grammy; le prime due cerimonie erano state trasmesse sulla ABC.
Michael Jackson e Donny Osmond condussero la prima edizione degli AMA, insieme a Rodney Allen Rippy e Ricky Segall.
I candidati vengono selezionati in base alle vendite e alle prestazioni radiofoniche e streaming. I vincitori vengono scelti dal pubblico, in passato tramite invio di schede per votare a un campione della popolazione statunitense. A partire dal 2006 è possibile votare sul sito. I "tre grandi" del settore (AMAs, Billboard Music Awards e Grammy Awards) hanno ormai una lunga storia di eventi mediatici, che competono per il prestigio e i consensi da parte della società Nielsen: generalmente i Grammy sono stimati per la qualità, e i premi AMA e Billboard per la popolarità.
Dal 1973 al 2003, gli AMAs sono stati presentati a metà gennaio. In seguito sono stati spostati a novembre, evitando anche la competizione con altri grandi eventi di premiazione come i Golden Globe e gli Oscar.
Nel 2014, la rete americana Telemundo ha acquisito i diritti per produrre una versione in lingua spagnola degli American Music Awards e ha lanciato i Latin American Music Awards nel 2015.[3][4]

## Cerimonie
- American Music Awards 1974
- American Music Awards 1975
- American Music Awards 1976
- American Music Awards 1977
- American Music Awards 1978
- American Music Awards 1979
- American Music Awards 1980
- American Music Awards 1981
- American Music Awards 1982
- American Music Awards 1983
- American Music Awards 1984
- American Music Awards 1985
- American Music Awards 1986
- American Music Awards 1987
- American Music Awards 1988
- American Music Awards 1989
- American Music Awards 1990
- American Music Awards 1991
- American Music Awards 1992
- American Music Awards 1993
- American Music Awards 1994
- American Music Awards 1995
- American Music Awards 1996
- American Music Awards 1997
- American Music Awards 1998
- American Music Awards 1999
- American Music Awards 2000
- American Music Awards 2001
- American Music Awards 2002
- American Music Awards 2003
- American Music Awards 2004
- American Music Awards 2005
- American Music Awards 2006
- American Music Awards 2007
- American Music Awards 2008
- American Music Awards 2008
- American Music Awards 2010
- American Music Awards 2011
- American Music Awards 2012
- American Music Awards 2013
- American Music Awards 2014
- American Music Awards 2015
- American Music Awards 2016
- American Music Awards 2017
- American Music Awards 2018
- American Music Awards 2019
- American Music Awards 2020
- American Music Awards 2021
- American Music Awards 2022
- American Music Awards 2023
- American Music Awards 2024

## Categorie

### Attuali
- Artista dell'anno (American Music Award for Artist of the Year)
- Nuovo artista dell'anno (American Music Award for New Artist of the Year)
- Collaborazione dell'anno (American Music Award for Collaboration of the Year)
- Video musicale preferito (American Music Award for Favorite Music Video)
- Artista in tournée preferito (American Music Award for Favorite Touring Artist)
- Artista pop maschile preferito (American Music Award for Favorite Pop Male Artist)
- Artista pop femminile preferita (American Music Award for Favorite Pop Female Artist)
- Duo o gruppo pop preferito (American Music Award for Favorite Pop Duo or Group)
- Album pop preferito (American Music Award for Favorite Pop Album)
- Canzone pop preferita (American Music Award for Favorite Pop Song)
- Artista maschile R&B preferito (American Music Award for Favorite R&B Male Artist)
- Artista femminile R&B preferita (American Music Award for Favorite R&B Female Artist)
- Album R&B preferito (American Music Award for Favorite R&B Album)
- Canzone R&B preferita (American Music Award for Favorite R&B Song)
- Artista country maschile preferito (American Music Award for Favorite Country Male Artist)
- Artista country femminile preferita (American Music Award for Favorite Country Female Artist)
- Duo o gruppo country preferito (American Music Award for Favorite Country Duo or Group)
- Album country preferito (American Music Award for Favorite Country Album)
- Canzone country preferita (American Music Award for Favorite Country Song)
- Artista hip-hop preferito (American Music Award for Favorite Hip-Hop Artist)
- Album hip-hop preferito (American Music Award for Favorite Hip-Hop Album)
- Canzone hip-hop preferita (American Music Award for Favorite Hip-Hop Song)
- Artista latino preferito (American Music Award for Favorite Latin Artist)
- Duo o gruppo latino preferito (American Music Award for Favorite Latin Duo or Group)
- Album latino preferito (American Music Award for Favorite Latin Album)
- Canzone latina preferita (American Music Award for Favorite Latin Song)
- Artista rock preferito (American Music Award for Favorite Rock Artist)
- Canzone rock preferita (American Music Award for Favorite Rock Song)
- Album rock preferito (American Music Award for Favorite Rock Album)
- Artista ispiratore preferito (American Music Award for Favorite Inspirational Artist)
- Artista gospel preferito (American Music Award for Favorite Gospel Artist)
- Artista dance/elettronica preferito (American Music Award for Favorite Dance/Electronic Artist)
- Artista afrobeat preferito (American Music Award for Favorite Afrobeats Artist)
- Artista K-Pop preferito (American Music Award for Favorite K-Pop Artist)
- Colonna sonora preferita (American Music Award for Favorite Soundtrack)

### Speciali
Award of Merit
- 1974: Bing Crosby
- 1975: Berry Gordy
- 1976: Irving Berlin
- 1977: Johnny Cash
- 1978: Ella Fitzgerald
- 1979: Perry Como
- 1980: Benny Goodman
- 1981: Chuck Berry
- 1982: Stevie Wonder
- 1983: Kenny Rogers
- 1984: Michael Jackson
- 1985: Loretta Lynn
- 1986: Paul McCartney
- 1987: Elvis Presley
- 1988: The Beach Boys
- 1989: Willie Nelson
- 1990: Neil Diamond
- 1991: Merle Haggard
- 1992: James Brown
- 1993: Bill Graham
- 1994: Whitney Houston
- 1995: Prince
- 1996: Tammy Wynette
- 1997: Little Richard
- 1998: Frank Sinatra
- 1999: Billy Joel
- 2000: Gustavo Cerati
- 2001: Janet Jackson
- 2002: Garth Brooks
- 2003: Alabama
- 2004: Bon Jovi
- 2008: Annie Lennox
- 2016: Sting[2]

International Artist Award of Excellence
L'International Artist Award of Excellence è descritto come "un premio che riconosce gli artisti la cui popolarità e impatto oltrepassano i confini nazionali e viene assegnato solo quando c'è un destinatario meritevole che è degno di tale riconoscimento" ed è stato assegnato a sette artisti.
- 1993: Michael Jackson
- 1994: Rod Stewart
- 1995: Led Zeppelin
- 1997: Bee Gees
- 2001: Aerosmith
- 2007: Beyoncé
- 2009: Whitney Houston

Icon Award
Il produttore degli AMA Larry Klein ha dichiarato: "Il primo Icon Award è stato creato per onorare un artista il cui lavoro ha avuto una profonda influenza sulla musica pop a livello globale".
- 2013: Rihanna[4][5]
- 2022: Lionel Richie[6]

Dick Clark Award for Excellence
Assegnato per la prima volta durante la cerimonia di premiazione del 2014; è stato creato per riconoscere "un artista che realizza un'impresa rivoluzionaria o crea un'opera fondamentale. Deve essere conferito a qualcuno il cui spirito ed eccellenza catturano la passione visionaria che lo stesso Dick Clark ha incorporato in tutto ciò che ha fatto".
- 2014: Taylor Swift[7][8]

Award of Achievement
- 1989: Michael Jackson
- 1990: Prince
- 2000 e 2008: Mariah Carey[9]
- 2011: Katy Perry[10][11]

Lifetime Achievement Award
- 2017: Diana Ross[12][13]

Artista del decennio
- Anni 1990: Garth Brooks[9][3]
- Anni 2010: Taylor Swift[14][3]

Nel 2000 fu realizzato un sondaggio sul sito web degli AMA per stabilire gli artisti più importanti dei decenni precedenti a partire dalla nascita del rock and roll. Nel corso della cerimonia di assegnazione dei premi del 2000 furono annunciati i risultati del sondaggio. I risultati furono Elvis Presley (anni '50), The Beatles (anni '60), Stevie Wonder (anni '70) e Michael Jackson (anni '80).
Artista del secolo
- 2002: Michael Jackson[17]

## Statistiche e record
Il record per più American Music Awards è di Taylor Swift, che ha collezionato 40 premi. Il record per un gruppo è degli Alabama, che hanno collezionato 23 premi.
Il record per aver vinto il maggior numero di American Music Awards in un solo anno è detenuto da Michael Jackson (1984) e Whitney Houston (1994): ognuno dei due ha ricevuto 8 premi, tra cui quello di merito, avuto nell'anno corrispondente da entrambi gli artisti.
I record per categoria sono:
- Artist of the Year: Taylor Swift (7 premi)
- Song of the Year: Kenny Rogers (5 premi)
- Miglior artista pop/rock femminile: Taylor Swift (6 premi)
- Miglior artista pop/rock maschile: Justin Bieber (4 premi)
- Miglior artista pop/rock duo/gruppo: Aerosmith, The Black Eyed Peas, Hall & Oates and One Direction (3 premi ciascuno)
- Miglior album pop/rock: Taylor Swift (4 premi)
- Miglior artista soul/R&B femminile: Rihanna (7 premi)
- Miglior artista soul/R&B maschile: Luther Vandross (7 premi)
- Miglior album soul/R&B: Michael Jackson (4 premi)
- Miglior artista rap/hip-hop maschile: Eminem
- Miglior artista country femminile: Taylor Swift (6 premi)